# Yakovos Bilek
Yakovos Bilek (* 7. Juli 1917 in Izmir, dem damaligen Smyrna; † 4. Mai 2005 in Athen) war ein gebürtiger griechischer Basketballtrainer, der in Deutschland sesshaft wurde.
Bilek war ein aus Smyrna stammender Grieche. Er war zunächst aktiver Spieler. Zwischen 1947 und 1948 bestritt er insgesamt acht Länderspiele für die türkische Nationalmannschaft.
1951 erhielt er die Schiedsrichterlizenz des Weltbasketballverbandes (FIBA) und nahm als Schiedsrichter zweimal an Olympischen Spielen teil. 1960 leitete er ein olympisches Finalrundenspiel zwischen der Sowjetunion und Brasilien.
1962 siedelte Bilek mit seiner Familie in die Bundesrepublik über und schloss sich dem Trainerstab des Deutschen Basketball-Bundes an. Als Bundestrainer gehörte Bilek auch dem Bundestrainerrat des DBB an, der im Herbst 1968, unter Leitung des Vizepräsidenten und Sportwart des DBB Anton Kartak, fünfzig Spieler für den 'Olympiakader 1972' nominierte, von denen dann nach einer intensiven Vorbereitung der Kaderspieler zehn Nationalspieler zum DBB-Team bei den Olympischen Sommerspielen 1972 gehörten.
Dem Trainerstab des DBB gehörte er in verschiedenen Funktionen bis 1982 an. Unter anderem war er acht Jahre lang Bundestrainer der deutschen Herrennationalmannschaft.
Später engagierte sich Bilek als Trainer in der Basketballabteilung des VfL 1848 Bad Kreuznach, seiner Wahlheimat. Dort nahm er Aufgaben sowohl im Senioren- als auch im Nachwuchsbereich wahr.
1974 nahm er die deutsche Staatsangehörigkeit an.